# Liphistius niphanae
Liphistius niphanae ONO, 1988 è un ragno appartenente al genere Liphistius della famiglia Liphistiidae.
Il nome del genere deriva dalla radice prefissoide greca λίπ-, lip-, abbreviazione di λιπαρός, liparòs, cioè unto, grasso, e dal sostantivo greco ἱστίον, istìon, cioè telo, velo, ad indicare la struttura della tela che costruisce intorno al cunicolo.
Il nome proprio è in onore del dottor Niphan Ratanaworabhan, zoologo e parassitologo di Bangkok e dal suffisso latino -ae, che indica appartenenza.

## Caratteristiche
Ragno primitivo appartenente al sottordine Mesothelae: non possiede ghiandole velenifere, ma i suoi cheliceri possono infliggere morsi piuttosto dolorosi.
I genitali femminili di questa specie somigliano molto a quelli di L. trang nell'avere i lobi laterali fortemente sclerotizzati sulla superficie ventrale del poreplate. In forza di questo carattere diagnostico le due specie sembrano costituire un gruppo peculiare dall'areale geograficamente limitato. La località-tipo di L. niphanae infatti non dista più di 100 km da quella di L. trang. Caratteri distintivi di questa specie rispetto a L. trang sono comunque la forma della parte anteriore del poreplate e la dimensione del corpo che è circa il doppio. Anche L. murphyorum potrebbe rientrare a far parte di questo piccolo gruppo per i due lobi anteriori ridotti dei genitali femminili che sono molto simili per forma e dimensioni a L. niphanae.

### Femmine
Le femmine misurano di bodylenght (lunghezza del corpo escluse le zampe) 23,66 millimetri; il cefalotorace misura 11,67 x 10,21 millimetri e l'opistosoma, di forma globulare, 10,22 x 8,45 mm. Lo sterno è più lungo che largo: 5,33 x 2,33 mm. La lunghezza totale dei pedipalpi è di 19,4 mm. I tubercoli oculari sono leggermente più larghi che lunghi, il loro rapporto è 0,77. I cheliceri hanno 10 denti sul margine anteriore delle zanne. Nei genitali femminili il poreplate (area dei genitali femminili interni coperta da una zona priva di pori) è di forma trapezoidale anterodorsalmente, leggermente più lungo che largo, con due lobi anteriori ridotti e due lobi laterali sulla superficie ventrale; la spermateca è racemosa, lunga e più estesa ventralmente.

### Colorazioni
Il cefalotorace è di colore bruno scuro rossiccio con strisce nere, i tubercoli oculari sono neri. I cheliceri sono di colore bruno rossiccio, le coxae dei pedipalpi e il labium sono marrone chiaro, le altre loro parti e lo sterno di colore marrone; le zampe sono marroni con anulazioni. L'opistosoma è di colore grigio scuro con scleriti dorsali di colore marrone, e gli scleriti ventrali e le filiere anche di colore marrone.

## Distribuzione
L'olotipo di questa specie è stato rinvenuto nel Khao Luang National Park, a Nop Pitam, a Tha Sala e a Nakon Si Thammarat, tutte località della Thailandia meridionale peninsulare.